# براسافولا
براسَّافولا (الاسم العلمي: Brassavola)، جنس نباتات سحلبية تتكون من 21 نوع. تم تسميتها في عام 1813 من قبل عالم النبات الإسكتلندي روبرت براون. سُمي هذه الجنس على النبيل والطبيب الإيطالي أنطونيو موسى براسافولا .ويختصر اسمه إلى B. في المجلات التجارية.